# برارولو
برارولو هي بلدية في مقاطعة فرشيلي التابعة لإقليم بييمونتي الإيطالي، تقع على بعد حوالي 70 كيلومتر (43 ميل) إلى الشمال الشرقي من مدينة تورينو وحوالي 6 كيلومتر (4 ميل) جنوب شرق مدينة فيرتشيلي. في 31 كانون الأول / ديسمبر 2004 كان عدد سكانها 616 نسمة، وتبلغ مساحتها 11.5 كيلومتر مربع (4.4 ميل2).
تقع برارولو على حدود البلديات التالية: أزيليانو فيرسيلسي، باليسترو، بيزانا، فيرتشيلي.